# Плёсская крепость
Плёсская крепость — деревянные оборонительные сооружения на Соборной горе Плёса (сейчас город Ивановской области). Первая домонгольская крепость, построенная предположительно в XII веке, была, возможно, сожжена татаро-монголами. В 1410 году построена новая крепость, впоследствии также сожжённая. Вскоре была восстановлена и сгнила к XVII веку.

## История

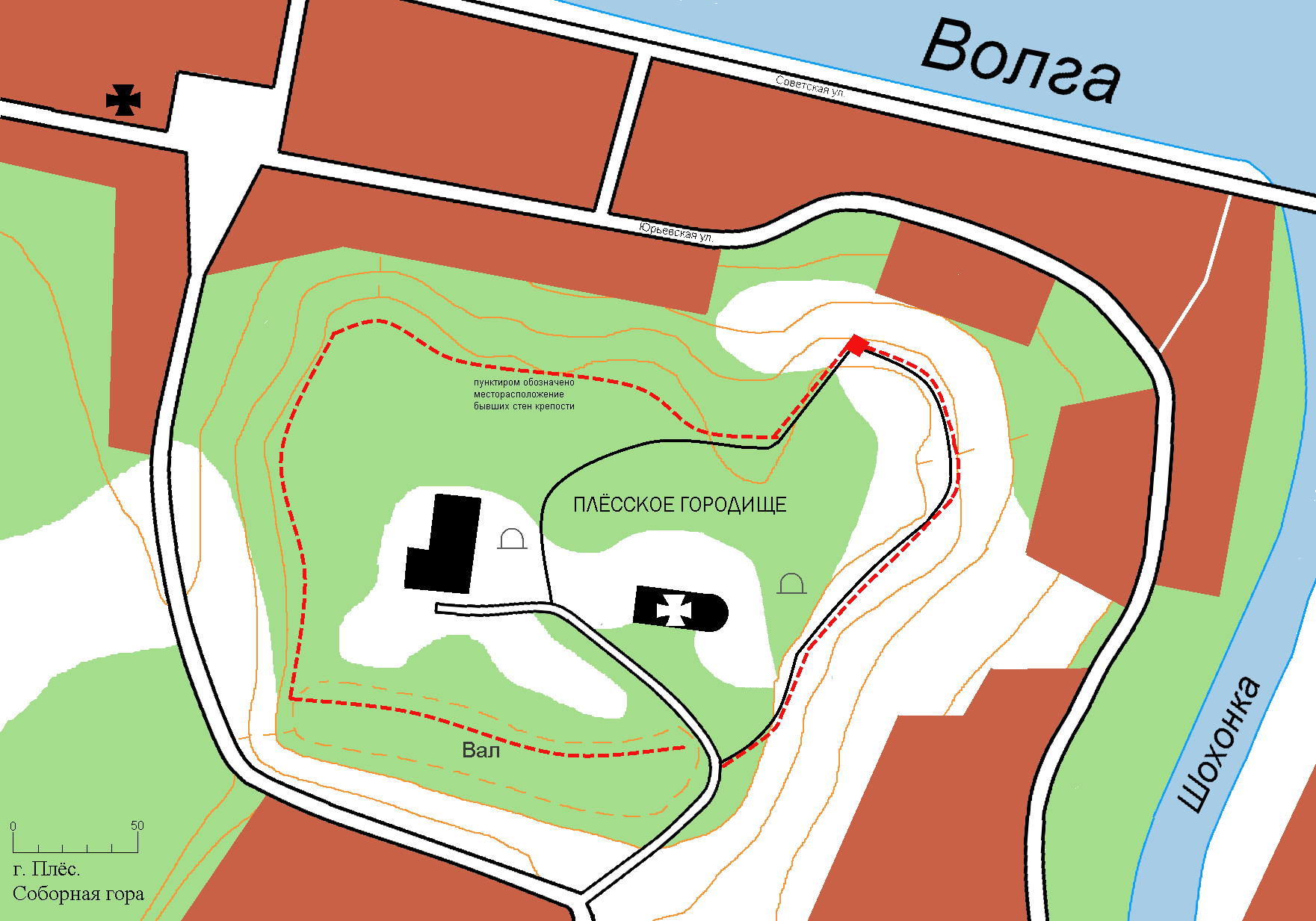
Карта Соборной горы

### Первая крепость
Соборная гора представляет собой холм, расположенный на правом берегу Волги и левом берегу Шохонки. Основание поселения на Соборной горе относят к середине XII века. Её укрепление было построено в конце XII века и представляло собой однорядную стену с жилыми клетями. Крепость служила пограничным форпостом Владимиро-Суздальского княжества, располагаясь в выгодном месте: с Соборной горы хорошо просматривается Волга, а корабли, идущие по реке, попадали здесь в искривления русла, замедлялись и становились беззащитны. В феврале 1238 года во время монгольского нашествия крепость вместе с поселением была сожжена. После нашествия на территории бывшей крепости обустроили кладбище.

### Вторая крепость
В 1410 году по указу Василия I для защиты Костромы и Москвы от ордынцев на этом же холме была построена новая крепость, ставшая частью единой таможенно-оборонительной системы волжского рубежа.
Её территория была расширена в 10 раз. С южной стороны был насыпан новый вал длиной 170 м, высотой 6 м, шириной в основании 29 м, крутизна внешнего склона не превышала 25°. У восточного края этого вала находился въезд в крепость. Под оборонительное сооружение была сделана песчаная подсыпка — подушка. С наружной стороны оставшийся незанятый край площадки был укреплён слоем глины. Многослойные рубленные стены из сосновых брёвен, сооруженные по последнему слову военной техники, опоясали крепость на протяжении 800 м. Имелось несколько башен, но подробно изучена лишь северная. Она имела основание в 9×9 м. Её стены были пригодны для противостояния артиллерийским орудиям и состояли из двух параллельных стенок, пространство между которыми было забутовано сырцовым кирпичом, а выше — камнем. Общая толщина такой стены была не менее 0,6 м. Углы башни были сделаны с выпуском концов бревен («в обло»), что придавало жесткость конструкции. Сходную конструкцию имел участок стены, примыкавший к башне с восточной стороны. Кирпич был применён при строительстве всего оборонительного комплекса в целом, но кирпичная кладка не использовалась как фундамент, так как кирпич укладывался насухо, без раствора, а под лентами кладки повсеместно прослеживалось мощное деревянное основание; кладка размещалась в полости между брёвнами на бревенчатый же настил в 2-3 ряда. У западных углов башни мощность кладки достигала 0,7—0,8 м (8 — рядов). Возможно, таким способом были усилены обе внешние стороны башни.
Крепость 1410 года вместе с поселением была сожжена казанскими татарами в 1429 году после их победы в бою с плёсским гарнизоном.

### Третья крепость
Была частично и наспех восстановлена, на месте старой башни была сооружена новая, более лёгкая (6×6 м в основании). К XVII веку крепость сгнила, но, возможно, её остатки сохранялась к 1609 году, когда Плёс был захвачен польско-литовскими интервентами. Если к этому времени от крепости что-то и оставалось (например, северная башня или, что менее вероятно, некоторые стены), то было уничтожено поляками. С тех пор оборонительные сооружения в Плёсе не строились.

## Современность

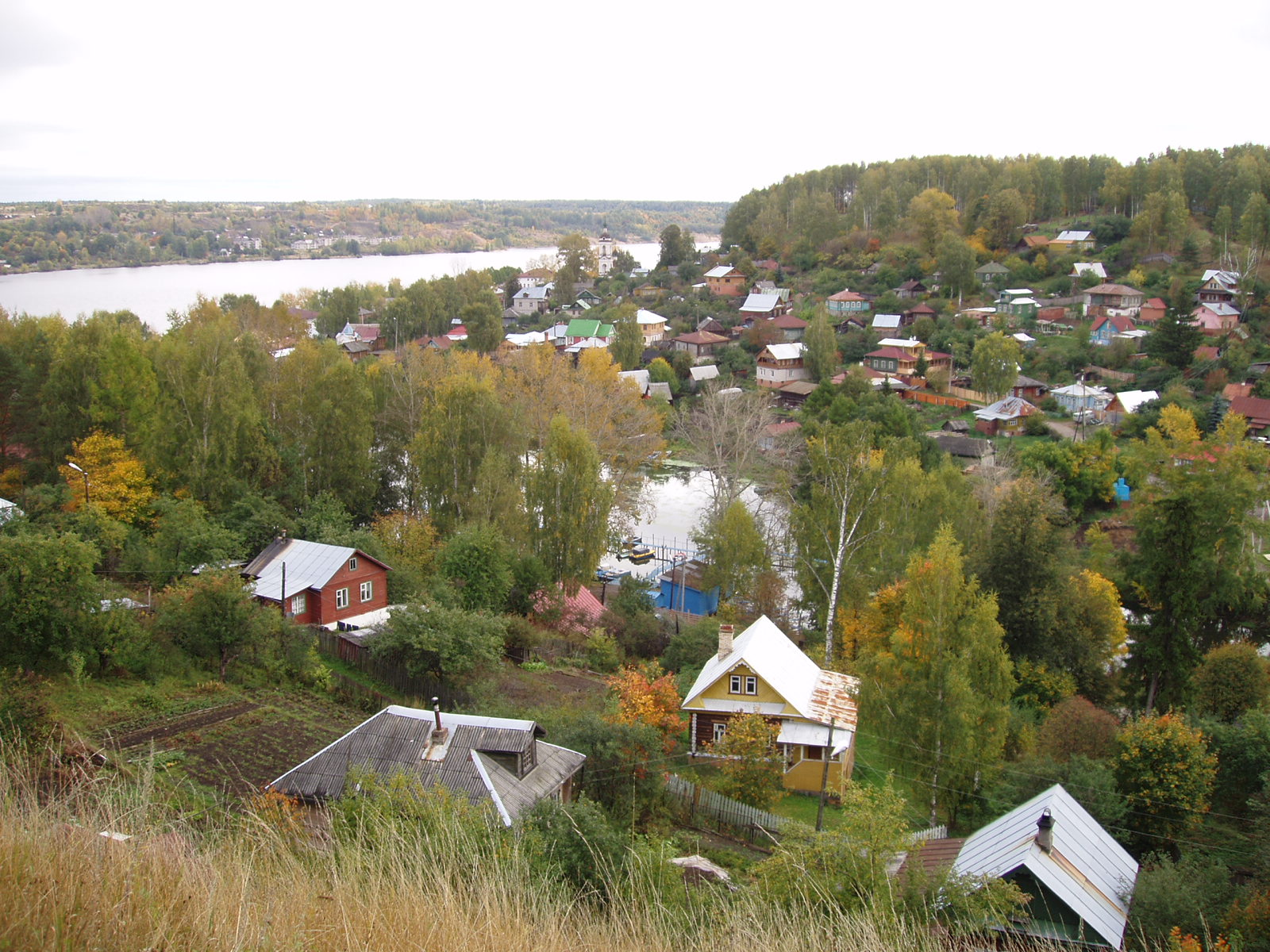
Вид с восточной стороны Соборной горы на Волгу (дальше) и Шохонку (ближе)

К настоящему времени с южной стороны сохранился земляной вал 1410 года со рвом. На территории бывшей крепости находятся Успенская соборная церковь, здание присутственных мест и памятник Василию I.
Городище на Соборной горе, где стояла крепость, является памятником археологии. Обследовалось в 1984 году К. И. Комаровым. Сами же крепостные сооружения впервые были исследованы П. А. Раппопортом в 1959 году. Он произвёл разрез крепостного вала, выявил его структуру и нашел подтверждения летописных свидетельств о возведении новых сооружений в 1410 году.

## Раскопки
В 2023 году Шуйской археологической экспедицией проведены раскопки крепости, в результате которых обнаружено 250 артефактов XIII—XVI веков.